# Verruculina
Verruculina är ett släkte av svampar. Verruculina ingår i familjen Testudinaceae, ordningen Pleosporales, klassen Dothideomycetes, divisionen sporsäcksvampar och riket svampar.
|             | Neotestudina                         |
|             |                                      |
| Verruculina | \| \| Verruculina enalia \| \| \| \| |
|             | \| \| Verruculina enalia \| \| \| \| |
|             | Testudina                            |
|             |                                      |
|             | Lepidosphaeria                       |
|             |                                      |
|             | Ulospora                             |
|             |                                      |
|             | Pseudophaeotrichum                   |
|             |                                      |
|             | Verruculina enalia                   |
|             |                                      |

|  | Verruculina enalia |
|  |                    |